# L.A. Rush
L.A. Rush este al patrulea joc din seria Rush. Este un joc free-roaming similar cu Need for Speed: Underground 2. A fost lansat pentru PS2, Xbox, Gizmondo, PC și PlayStation Portable (2005). Jocul a fost dublat, printre alții, de Orlando Jones, Bill Bellamy, și Twista. Protagonistul jocului, Trikz, este jefuit de Lidell, care îl lasă fără casă și mașinile de curse. El încearcă să-și recupereze bunurile și să-și ia revanșa.

## Personajele
Sursa: IMDb
| Personaj      | Dublat de         |
| ------------- | ----------------- |
| Trikz Lane    | Luis Da Silva Jr. |
| Lidell Ray    | Bill Bellamy      |
| Ty Malix      | Orlando Jones     |
| Datwon Thomas | Datwon Thomas     |
| Street Racer  | Twista            |

## Zone din joc

### Hollywood
- Hollywood
- Beverly Hills
- Mulholland Drive

### Downtown
- Downtown Los Angeles
- Micul Tokyo
- Districtul de fashion
- Districtul financiar

### South Central
- Compton
- Carson
- Aeroportul Internațional Los Angeles

### South Bay
- Long Beach
- San Pedro (Port din L.A.)

### Santa Monica
- Santa Monica
- Marina Del Rey
- Venice Beach

## Coloana sonoră
| #  | Titlu                         | Studio/Artist          | Invitați                                  | Timp |
| -- | ----------------------------- | ---------------------- | ----------------------------------------- | ---- |
| 1  | "Driving"                     | APM                    |                                           | 4:33 |
| 2  | "Energize"                    | APM                    |                                           | 4:57 |
| 3  | "Get Your Hands Up"           | APM                    |                                           | 5:08 |
| 4  | "Lets Ride"                   | APM                    |                                           | 2:43 |
| 5  | "Standard"                    | APM                    |                                           | 3:05 |
| 6  | "Thinkin' About Ya'"          | APM                    |                                           | 2:53 |
| 7  | "X Games"                     | APM                    |                                           | 3:10 |
| 8  | "All Of My Life"              | Damian Valentine       |                                           | 4:19 |
| 9  | "Violate"                     | Damian Valentine       |                                           | 3:09 |
| 10 | "City Of Angels"              | Damian Valentine       | Billy Staff                               | 1:52 |
| 11 | "Pop Dat Clutch"              | Damian Valentine       | Permashine, Tory Tee                      | 2:53 |
| 12 | "Gonna Go"                    | Damian Valentine       | Permashine, Tory Tee, Adi, Shon           | 3:18 |
| 13 | "We Ridin"                    | Damian Valentine       | Permashine, Tory Tee, Nikki Aguire, Afton | 2:47 |
| 14 | "Speedway" †                  | Desert Mobb            |                                           | 3:47 |
| 15 | "Tipsy"                       | J-Kwon                 |                                           | 4:03 |
| 16 | "The Jump Off"                | Lil' Kim               | Mr. Cheeks                                | 3:54 |
| 17 | "Funny Little Feeling"        | Rock 'N' Roll Soldiers |                                           | 2:47 |
| 18 | "Pro-test"                    | Skinny Puppy           |                                           | 5:28 |
| 19 | "Dooley Wop"                  | Sleepy Brown           | Big Boi                                   | 3:52 |
| 20 | "Break It Off"                | Sonic Bling            |                                           | 3:03 |
| 21 | "Get Me"                      | Twista                 |                                           | 3:58 |
| 22 | "Get That Doe" (Ain't It Man) | Twista                 |                                           | 3:51 |
| 23 | "Kill Us All"                 | Twista                 |                                           | 3:10 |
| 24 | "Y'all Know Who"              | Twista                 |                                           | 3:49 |
| 25 | "50 60 75"                    | Young L.O.R.D. ±       |                                           | 3:39 |